# Carl Friedrich Gauss
« Gauss » redirige ici. Pour les autres significations, voir Gauss (homonymie).
Johann Carl Friedrich Gauß (/ˈjoːhan ˈkaʁl ˈfʁiːdʁɪç ˈɡaʊs/  ; traditionnellement transcrit Gauss en français ; Carolus Fridericus Gauss en latin), né le 30 avril 1777 à Brunswick et mort le 23 février 1855 à Göttingen, est un mathématicien, astronome et physicien allemand. Il a apporté de très importantes contributions à ces trois domaines. Surnommé « le prince des mathématiciens », il est considéré comme l'un des plus grands mathématiciens de tous les temps.
La qualité extraordinaire de ses travaux scientifiques était déjà reconnue par ses contemporains. Dès 1856, le roi de Hanovre fit graver des pièces commémoratives avec l'image de Gauss et l'inscription Mathematicorum Principi (« au prince des mathématiciens » en latin). Gauss n'ayant publié qu'une partie de ses découvertes, la postérité découvrit surtout l'étendue de ses travaux lors de la publication de ses Œuvres, de son journal et d'une partie de ses archives, à la fin du XIXe siècle.
Gauss dirigea l'Observatoire de Göttingen et ne travailla pas comme professeur de mathématiques — d'ailleurs il n'aimait guère enseigner — mais il encouragea plusieurs de ses étudiants, qui devinrent d'importants mathématiciens, notamment Gotthold Eisenstein et Bernhard Riemann.

## Biographie

### Scolarité
Gauss naît en principauté de Brunswick-Wolfenbüttel, dans une famille misérable. Sa mère, illettrée, n’enregistre pas sa date de naissance et elle se souvient seulement qu’il est né un mercredi, huit jours avant l’Ascension, qui a lieu quarante jours après Pâques. Le petit Gauss réussit à résoudre cette énigme de sa date de naissance (le 30 avril 1777), en calculant la date de Pâques. Il est baptisé et confirmé à une église près de son école.
Il commence sa scolarité en 1784 à la Katharinen Volksschule, une petite école élémentaire proche de son domicile ; le professeur J.G. Büttner décèle chez Gauss son don des mathématiques et s'efforce de le traiter différemment de ses camarades ; ainsi, en 1786, il fait acheminer depuis Hambourg plusieurs manuels d'arithmétique bien spécifiques, à ses propres frais. Il encadre le jeune Gauss tout au long du cycle élémentaire. Il lui apprend à lire correctement, lui enseigne la grammaire et l'orthographe du haut allemand standard, avec lequel Gauss n'était guère familiarisé, sa langue natale étant le bas allemand. Il l'oblige à soigner son écriture et il est le premier à affiner son immense talent en mathématiques. Si Gauss a néanmoins de la chance de l'avoir comme professeur, c'est le brillant Johann Christian Martin Bartels (de) (1769-1836), l'assistant de Büttner, qui sait véritablement lui transmettre la passion des mathématiques. L'entente entre les deux garçons est immédiate, d'autant que Bartels adore les mathématiques, si bien qu'ils se mettent à étudier ensemble, s'aidant mutuellement à déchiffrer les manuels d'algèbre et d'analyse élémentaire. En 1788, Gauss termine l'école élémentaire et suit les cours du lycée Saint-Martin-et-Sainte-Catherine de Brunswick (de) de 1788 à 1791. Grâce à ses excellents résultats, il a 14 ans quand il est présenté au duc de Brunswick qui remarque ses aptitudes et lui accorde une bourse annuelle afin de lui permettre de poursuivre son instruction. Il est ainsi envoyé au Collegium Carolinum, entre 1792 et 1795, où il suit notamment les cours de l'entomologiste Johann Christian Ludwig Hellwig. Durant cette période, il formule la méthode des moindres carrés et une conjecture sur la répartition des nombres premiers, conjecture qui ne sera prouvée qu'un siècle plus tard.
Puis, à sa demande, il poursuit entre 1795 et 1798 des études supérieures à l’université Georgia Augusta de Göttingen, un établissement créé depuis peu où les méthodes d'enseignement sont plus modernes qu'à l'université de Helmstedt fondée par un ancêtre du duc de Brunswick. Ainsi, à l'automne 1795, à l'âge de 18 ans, Carl Gauss quitte son Brunswick natal pour s'installer à Göttingen. À l'université, il dispose d'une grande liberté pour gérer ses devoirs d'étudiant. On lui permet même de choisir ses cours et ses tuteurs. En lui offrant l'occasion d'étudier à sa guise pendant les trois années qu'il passe à Georgia Augusta, ses professeurs ont contribué à sa formation de la meilleure façon qui soit. À ce stade, Gauss possède déjà une solide instruction, bien supérieure à celle de ses camarades, grâce notamment aux nombreux ouvrages qu'il a dévorés à la bibliothèque du Collegium Carolinum. Son esprit porte déjà en germe la plupart des idées qu'il développera dans les années à venir.
En 1796, à seulement 19 ans, Gauss caractérise presque complètement tous les polygones réguliers constructibles à la règle et au compas uniquement (théorème de Gauss-Wantzel), complétant ainsi le travail commencé par les mathématiciens de l'Antiquité grecque. Satisfait de ce résultat, il demande qu'un heptadécagone régulier (polygone régulier de 17 côtés) soit gravé sur son tombeau. Cette découverte, la première notée dans son Journal, le décide à abandonner la philologie pour se consacrer entièrement aux mathématiques.
En août 1799, il soutient son doctorat à l'université de Helmstedt, sur le théorème fondamental de l'algèbre,.

### Mécanique céleste et géodésie
L'année 1801 voit la publication des Disquisitiones arithmeticae, qui définissent pour la première fois les congruences et initient l'arithmétique modulaire. Elles apportent plusieurs importants théorèmes en théorie des nombres, notamment les deux premières preuves de la loi de réciprocité quadratique. Gauss est aussi capable, par une nouvelle méthode de calcul, de prédire l’emplacement où doit apparaître Cérès. Ces résultats le rendent célèbre à travers l’Europe.
Il est élu le 12 avril 1804 membre de la Royal Society. Le 9 octobre 1805, il célèbre son premier mariage, avec Johanna Osthoff. Il est à la recherche d’une position indépendante et, en 1807, il est nommé professeur d'astronomie et directeur de l'observatoire astronomique de Göttingen.
En 1809, il publie un travail d'une importance capitale sur le mouvement des corps célestes qui contient le développement de la méthode des moindres carrés, une procédure utilisée depuis, dans toutes les sciences, pour minimiser l'impact d'une erreur de mesure. Il prouve l'exactitude de la méthode dans l'hypothèse d'erreurs normalement distribuées. Cette année 1809 est aussi marquée par la mort précoce de sa première femme, Johanna Osthoff, suivie de près par la mort de son fils dernier-né Louis. Gauss sombre dans la dépression et se réfugie dans la solitude, mais finit toutefois par surmonter sa peine après quelques mois, en fréquentant une amie de sa femme, « Minna » Waldeck, qu'il épouse le 4 août 1810.

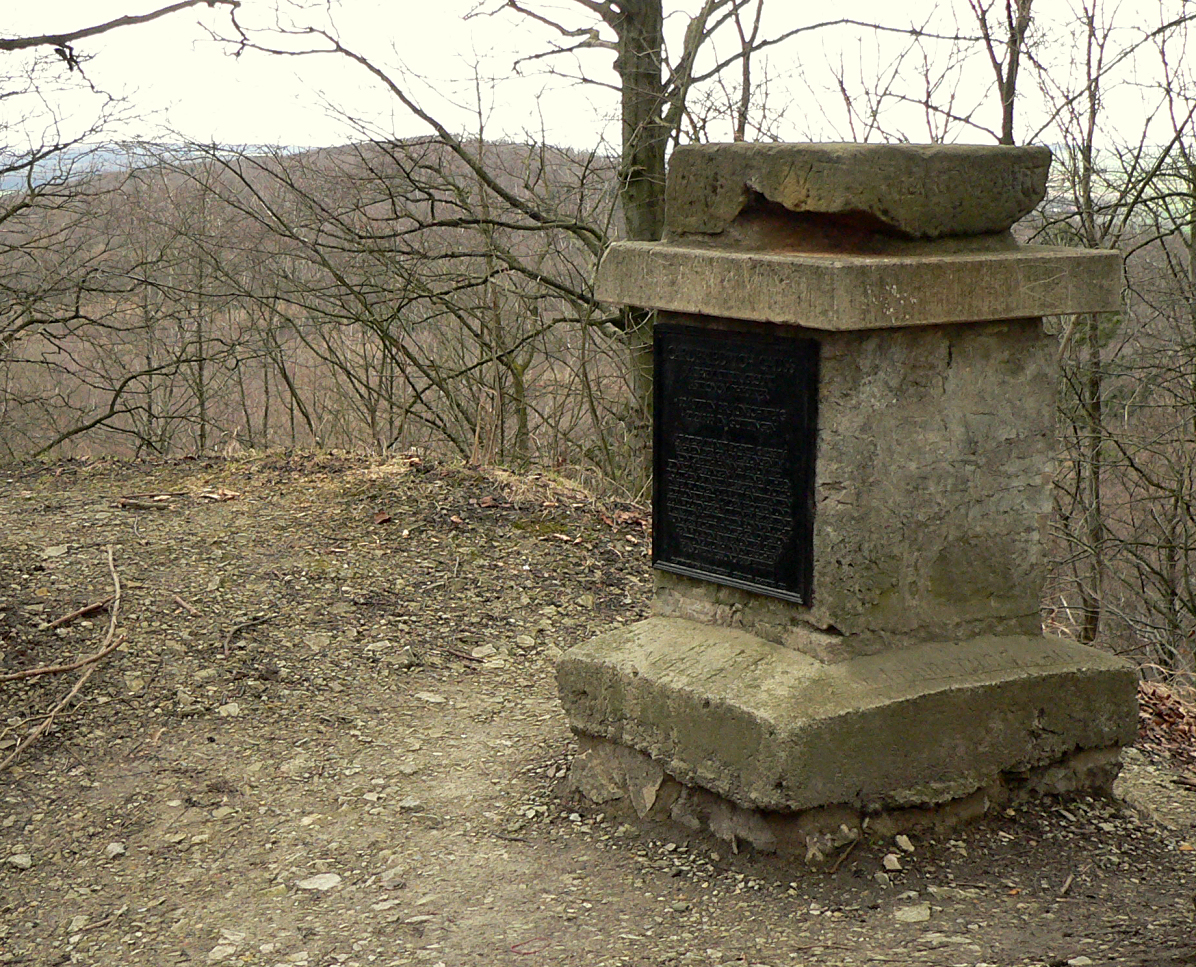
La « pierre de Gauss » et la plaque commémorative des frères Schreitel.

Il est dans les années suivantes le premier à envisager la possibilité de géométries non euclidiennes, mais ne publiera jamais ce travail initial, « par crainte des cris des Béotiens », selon ses propres termes.
Puis en 1818, Gauss commence une étude géodésique de l'État de Hanovre. Depuis le sommet de la colline surplombant les ruines du château de Lichtenberg, non loin de la ville minière de Salzgitter, il repère différentes mires géodésiques, la plus éloignée étant distante d'une centaine de kilomètres,. Un monolithe (Gaußstein) y commémore le travail de l'illustre mathématicien. Cette mission mènera au développement des distributions normales pour décrire les erreurs de mesure. Son theorema egregium  (« théorème remarquable », en latin), en géométrie différentielle, énonce une propriété importante de la courbure d'une surface.

### Recherches en électromagnétisme

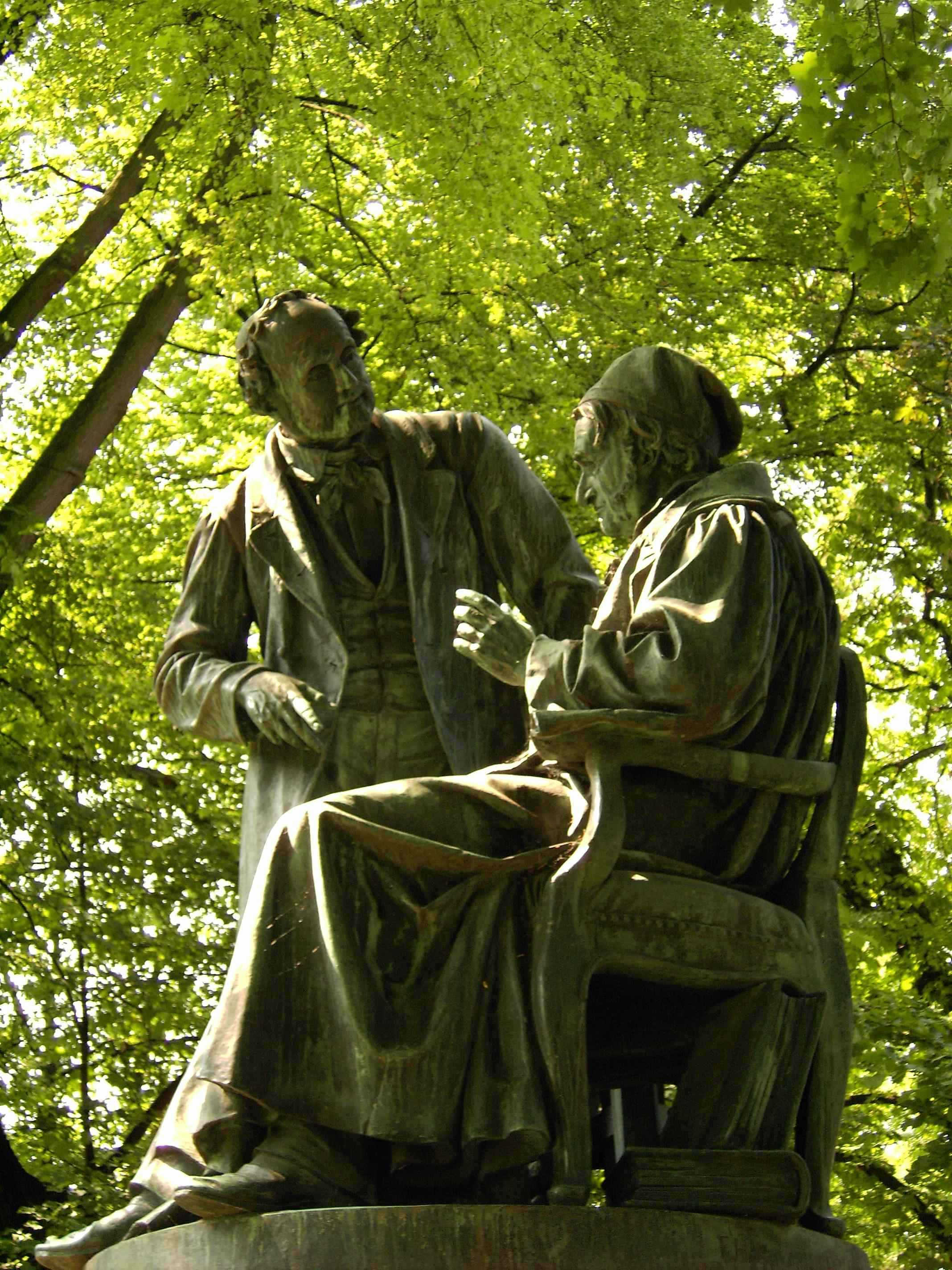
Gauss et son jeune collègue Weber : hommage à l'amitié entre deux savants aux opinions politiques opposées (jardins de l'université de Göttingen).

Après l'émigration aux États-Unis de son fils Eugen et la mort de sa seconde épouse, Gauss se trouve dans un état de profond abattement et n'a plus l'envie ni la force de poursuivre ses recherches au même rythme qu'auparavant. La fin de l'année 1831 voit l'arrivée à l'université de Göttingen du professeur de physique Wilhelm Weber (1804-1891) avec qui il va entamer une collaboration fructueuse qui le sort de sa morosité. Il se remet au travail avec un nouvel entrain et avec plus d'énergie que jamais. Une véritable complicité entre eux aboutit à des résultats sur le magnétisme, à l'origine de la découverte des lois de Kirchhoff en électricité. En 1833, il mène à bien avec Weber la construction d'un télégraphe électromagnétique connu sous le nom de galvanomètre réflecteur ; mais en 1837, son collègue est expulsé de l'université, avec six autres professeurs, pour avoir protesté contre l'abrogation par le roi de Hanovre de la constitution libérale de 1833. Malgré ses opinions politiques divergentes, Gauss, après une nouvelle phase de neurasthénie, aide Weber comme il le peut et dès 1838, les deux chercheurs élaborent un nouveau modèle de télégraphe où l'on peut lire les signaux du récepteur grâce aux mouvements de l'aiguille aimantée d'une boussole. Pour l'émission d'un signal, le télégraphiste fait varier la tension électrique de l'émetteur et contrôle son action par le mouvement de cette aiguille.
Gauss est également l'auteur de deux des quatre équations de Maxwell, qui constituent une théorie globale de l'électromagnétisme. La loi de Gauss pour les champs électriques (dite équation de Maxwell-Gauss) exprime que les charges électriques sont responsables de la divergence du champ électrique. Sa loi pour les champs magnétiques énonce qu'un champ magnétique est de divergence nulle, ce qui revient à affirmer qu'il n'existe pas de monopôle magnétique.

### Le déclin

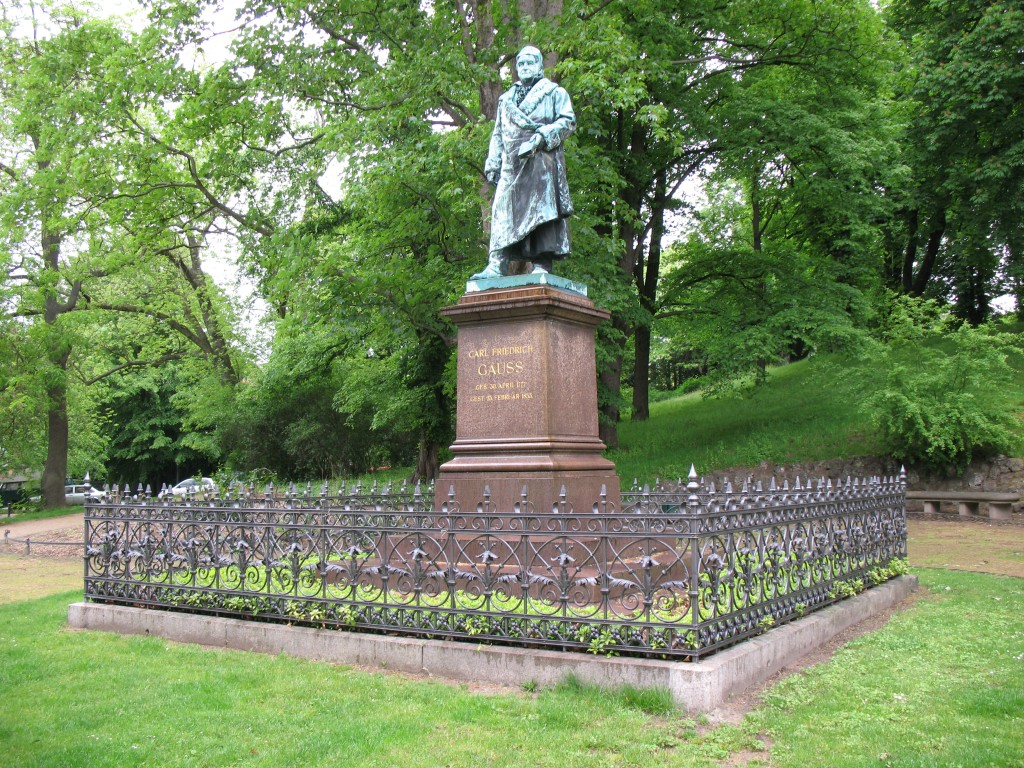
Statue de Gauss dans sa ville natale de Brunswick, œuvre de Fritz Schaper.

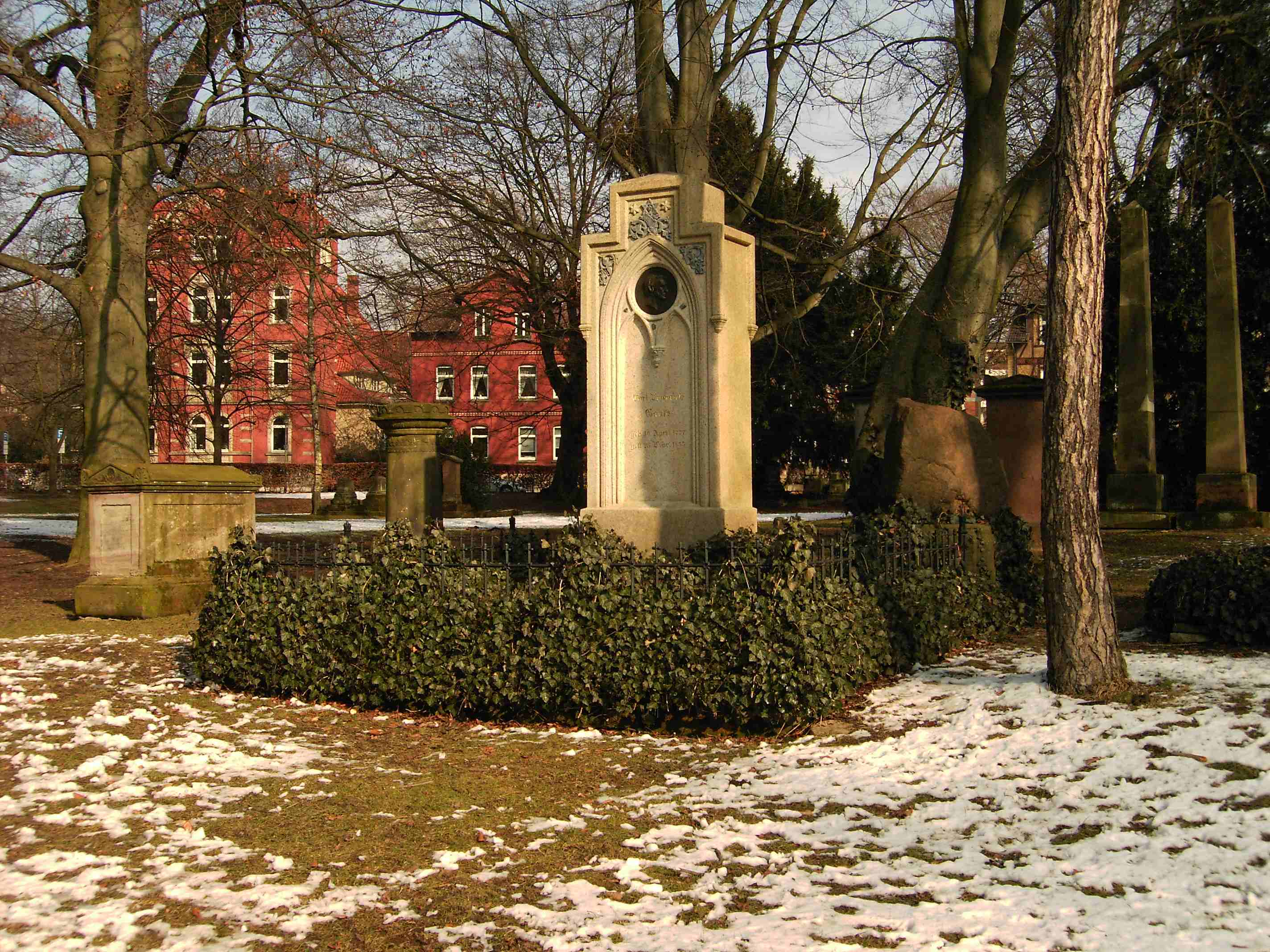
Tombe de Gauss au Albanifriedhof de Göttingen.

Après l'expulsion de Weber, Gauss entre dans une période marquée par la mélancolie et la solitude. Sans collègue avec qui partager sa passion, les années qui suivent sont particulièrement tristes et douloureuses pour le mathématicien. Sa mère meurt en 1839 — à 97 ans — ; en 1840, c'est sa fille Wilhelmine qui est emportée à l'âge de 30 ans, la même année voit aussi le décès de Heinrich Olbers, son grand ami, avec qui il avait passé tant de nuits à scruter les étoiles. Seule Thérèse, sa fille cadette, reste auprès de lui jusqu'à la fin de sa vie.
Gauss souffre d'hydropisie et son cœur bat de plus en plus péniblement. Il meurt paisiblement dans son sommeil au petit matin du 23 février 1855, à Göttingen, dans le royaume de Hanovre. Il est enterré au cimetière Albani.

## Œuvres

### Travaux scientifiques
- 1799 — (la) Demonstratio nova theorematis omnem functionem algebraicam rationalem integram unius variabilis in factores reales primi vel secundi gradus resolvi posse

(Nouvelle démonstration du théorème énonçant que toute fonction entière rationnelle algébrique d'une variable peut se décomposer en facteurs réels du premier ou du deuxième degrés), C. G. Fleckeisen, Helmstadii (Helmstedt), 1799 ; texte sur internet : HU Berlin, Gauß: Werke. Band 3, p. 3–30, , , 
Traductions en allemand :
- (de) Eugen Netto (éditeur), Die vier Gauss’schen Beweise für die Zerlegung ganzer algebraischer Funktionen in reelle Factoren ersten oder zweiten Grades (1799–1849), Wilhelm Engelmann, Leipzig, 1890 ; texte sur internet : University of Michigan, IA, IA, IA
- (de) Eugen Netto (éditeur), Sechs Beweise des Fundamentaltheorems über quadratische Reste von Carl Friedrich Gauss, Wilhelm Engelmann, Leipzig, 1901 ; texte sur internet : University of Michigan, IA, IA, IA, IA

- 1801 — (la) Disquisitiones arithmeticae

(Recherches arithmétiques), Gerhard Fleischer jun., Lipsiae (Leipzig) 1801 ; texte en ligne sur wikisource latine (vicifons), GDZ, IA
Traductions :
- en français : (fr) Antoine Charles Marcelin Poullet-Delisle (trad.), Recherches arithmétiques, chez Coursier, 1807, texte en ligne sur wikisource ; rééd. A. Blanchard, 1953 ; reprint Éditions Jacques Gabay, 1989,  (ISBN 2-87647-054-3).
- en allemand : (de) Hermann Maser (éditeur), Carl Friedrich Gauss’ Untersuchungen über höhere Arithmetik, Julius Springer, Berlin 1889 ; texte sur internet : GDZ, IA ; facsimile Reprint Verlag, Kessel, 2009,  (ISBN 978-3-941300-09-5).

- 1809 — (la) Theoria motus corporum cœlestium in sectionibus conicis solem ambientium

(Théorie du mouvement des corps célestes parcourant des sections coniques autour du soleil), F. Perthes et I. H. Besser, Hamburgi (Hambourg) 1809 ; texte latin sur GDZ, p. 1–261. Cet ouvrage introduit entre autres la constante gravitationnelle de Gauss.
Traductions :
- en français : (fr) Théorie du mouvement…, trad. et notes par Edmond Dubois, éd. Arthus Bertrand, 1864 ; reprint, Jacques Gabay, 2008, (ISBN 2-87647-327-5) ; texte en ligne sur wikisource
- en allemand : (de) Carl Haase (éditeur): Theorie der Bewegung der Himmelskörper welche in Kegelschnitten die Sonne umlaufen, Carl Meyer, Hannover, 1865 ; texte sur internet : Google Books ; Facsimile-Reprint Verlag Kessel, 2009,  (ISBN 978-3-941300-13-2)
- en anglais : (en) Charles Henry Davis (trad.), Theory of the Motion of the Heavenly Bodies Moving about the Sun in Conic Sections, Little, Brown and Company, Boston 1857 ; texte sur internet : Google Books, Google Books ; IA, IA, IA

- 1813 — (la) Disquisitiones generales circa seriem infinitam {\displaystyle 1+{\tfrac {\alpha \beta }{1.\gamma }}x+{\tfrac {\alpha (\alpha +1)\beta (\beta +1)}{1\ .\ 2\ .\ \gamma (\gamma +1)}}xx+{\tfrac {\alpha (\alpha +1)(\alpha +2)\beta (\beta +1)(\beta +2)}{1\ .\ 2\ .\ 3\ .\ \gamma (\gamma +1)(\gamma +2)}}x^{3}+} etc.

(Recherches générales sur les séries infinies 1+… 1re partie, 30 janvier 1812), Commentationes Societatis Regiae Scientiarum Gottingensis recentiores 2 (classis mathematicae), 1813, p. 3–46 ; texte sur internet : Gauß: Werke. Band 3, p. 123–162: , Pars I, , 
Traduction en allemand :
- (de) Heinrich Simon (éditeur), Allgemeine Untersuchungen über die unendliche Reihe {\displaystyle 1+{\tfrac {\alpha \beta }{1.\gamma }}x+{\tfrac {\alpha (\alpha +1)\beta (\beta +1)}{1\ .\ 2\ .\ \gamma (\gamma +1)}}xx+{\tfrac {\alpha (\alpha +1)(\alpha +2)\beta (\beta +1)(\beta +2)}{1\ .\ 2\ .\ 3\ .\ \gamma (\gamma +1)(\gamma +2)}}x^{3}+} u.s.w., Julius Springer, Berlin, 1888 ; texte sur internet : IA

- 1823 — (la) Theoria combinationis observationum erroribus minimis obnoxiae

(Théorie de la combinaison des observations qui expose aux moindres erreurs), Commentationes Societatis Regiae Scientiarum Gottingensis recentiores 5 (classis mathematicae), 1823, und Dieterich, Gottingae (Göttingen), 1823.
Traductions :
- en français : (fr) Joseph Bertrand (trad.), Méthode des moindres carrés, théorie de la combinaison…, Mallet-Bachelier, Paris, 1855 ; reprint Jacques Gabay, 2009,  (ISBN 2-87647-332-1) ; texte sur internet : Gallica, comprend la première partie, présentée à la Société royale de Göttingen le 15 février 1821, p. 1-35 et la seconde partie présentée le 2 février 1823, p. 35-69. , 
- en allemand : (de) Anton Börsch, Paul Simon (éditeurs): Abhandlungen zur Methode der kleinsten Quadrate von Carl Friedrich Gauss, P. Stankiewicz, Berlin, 1887 ; texte sur internet : IA

- 1825 — (de) Allgemeine Aufloessung der Aufgabe die Theile einer gegebnen Flaeche so abzubilden, Astronomische Abhandlungen

Traduction en français : (fr) Solution générale de ce problème. Représenter les parties d'une surface donnée sur une autre surface donnée de telle sorte que la représentation soit semblable à l'original dans les parties infiniment petites [transformation conforme], traduction de L. Laugel, Paris Hermann & fils, 1915 ; texte en ligne sur Gallica.
- 1828 — (la) Supplementum theoriae combinationis observationum erroribus minimis obnoxiae

(Supplément à la théorie de la combinaison des observations qui expose aux moindres erreurs) ; 16 septembre 1826, Commentationes Societatis Regiae Scientiarum Gottingensis recentiores 6 (classis mathematicae), 1828, p. 57–98 ; texte latin sur internet : GDZ ;
Traduction en français : (fr) Joseph Bertrand (trad.), Méthode des moindres carrés, théorie de la combinaison…, Mallet-Bachelier; 1855 ; texte en ligne sur Gallica, p. 70-112.
- 1828 — (la) Disquisitiones generales circa superficies curvas

(Recherches générales sur les surfaces courbes) ; 8 octobre 1827, Commentationes Societatis Regiae Scientiarum Gottingensis recentiores 6 (classis mathematicae), 1828, p. 99–146, und Dieterich, Gottingae (Göttingen) 1828 ; texte sur internet : Google Books, Gauß: Werke. Band 4, p. 219–258.
Traductions :
- en français : (fr) M. A. (trad.), Recherches générales sur les surfaces courbes, Bachelier, Paris 1852 ; texte sur internet : Gallica, LaTeX.
- en allemand : (de) Albert Wangerin (éditeur): Allgemeine Flächentheorie, Wilhelm Engelmann, Leipzig 1889. texte sur internet : University of Michigan, IA, IA
- en anglais : (en) General investigations of curved surfaces of 1827 and 1825, The Princeton University Library, 1902 ; texte sur internet : , IA, IA

- 1829 — (la) Principia generalia theoriae figurae fluidorum in statu aequilibrii

(Principes généraux d’une théorie des figures de fluides à l’état d’équilibre), 28 septembre 1829, Commentationes Societatis Regiae Scientiarum Gottingensis recentiores 7 (classis mathematicae), 1832, p. 39–88, und Dieterich, Gottingae (Göttingen) 1830, p. 31-77 ; texte sur internet : GDZ, p. 39-88 sur Google Books, Gauß: Werke. Band 5, p. 31-77 sur Google Books
Traduction en allemand : (de) Heinrich Weber (éditeur), Allgemeine Grundlagen einer Theorie der Gestalt von Flüssigkeiten im Zustand des Gleichgewichts, Wilhelm Engelmann, Leipzig, 1903 ; texte sur internet : IA, IA
- 1837-1843 — (de) Resultate aus den Beobachtungen des magnetischen Vereins im Jahre 1836–1841

(Résultats des observations de l’association magnétique au cours des années 1836-1841), avec Wilhelm Weber (éditeur), Weidmannsche Buchhandlung, Leipzig, 1837–1843 ; texte sur Google Books : 1836–1838, 1839–1841
- 1840 — (de) Atlas des Erdmagnetismus. Nach den Elementen der Theorie entworfen

(Atlas du magnétisme terrestre), avec Wilhelm Weber (éditeur), Weidmann’sche Buchhandlung, Leipzig, 1840 ; texte sur internet : Google Books, Gauß: Werke. Band 12 sur GDZ, p. 335–408
- 1840 — (de) Dioptrische Untersuchungen

(Recherches de dioptrique), 10 décembre 1840, Abhandlungen der Mathematischen Classe der Königlichen Gesellschaft der Wissenschaften zu Göttingen 1, 1843, p. 1–34 ; texte sur internet : GDZ, Google Books), und Dieterich, Göttingen 1841 Gallica, Gauß: Werke. Band 5, p. 245–276 : 
- 1843 — (de) Untersuchungen über Gegenstände der höhern Geodaesie. Erste Abhandlung.

(Géodésie, premier mémoire), 23 octobre 1843, Abhandlungen der Mathematischen Classe der Königlichen Gesellschaft der Wissenschaften in Göttingen 2, 1845, p. 3–34 ; texte sur internet : GDZ ; Gauß: Werke. Band 4, p. 261–290
- 1846 — (de) Untersuchungen über Gegenstände der höhern Geodäsie. Zweite Abhandlung.

(Géodésie, deuxième mémoire), 1er septembre 1846, Abhandlungen der Mathematischen Classe der Königlichen Gesellschaft der Wissenschaften in Göttingen 3, 1847, p. 3–35 ; texte sur internet : GDZ, Gauß: Werke. Band 4, p. 303–334

### Correspondance
Les éditions suivantes sont présentées selon l'ordre alphabétique des correspondants de Gauss.
- Friedrich Wilhelm Bessel

(de) Arthur Auwers (éditeur), Briefwechsel zwischen Gauss und Bessel, Wilhelm Engelmann, Leipzig, 1880 ; texte sur IA
- Wolfgang Bolyai

(de) Franz Schmidt, Paul Stäckel (éditeurs): Briefwechsel zwischen Carl Friedrich Gauss und Wolfgang Bolyai, B. G. Teubner, Leipzig, 1899 ; texte sur IA
- Christian Ludwig Gerling

(de) Clemens Schaefer (éditeur), Briefwechsel zwischen Carl Friedrich Gauß und Christian Ludwig Gerling, Otto Elsner, Berlin 1927 ; texte sur GDZ
- Sophie Germain

Œuvres philosophiques de Sophie Germain, suivies de pensées et de lettres inédites et précédées d’une étude sur sa vie et ses œuvres par Hippolyte Stupuy, Paul Ritty, coll. « Philosophie moderne », 1879 ; rééd. Librairie de Firmin Didot et Cie, 1896 (lire en ligne, sur Wikisource). Le chapitre « Correspondance » contient des lettres échangées entre Gauss et Sophie Germain.
- Alexander von Humboldt

(de) Karl Christian Bruhns (éditeur), Briefe zwischen A. v. Humboldt und Gauss, Wilhelm Engelmann, Leipzig 1877 ; texte sur IA : A, B, C, D
- Heinrich Olbers

(de) Carl Schilling (éditeur), Wilhelm Olbers: Sein Leben und seine Werke. Zweiter Band: Briefwechsel zwischen Olbers und Gauss, Julius Springer, Berlin 1900 1909 ; texte sur IA : A, B, C
- Heinrich Christian Schumacher

(de) Christian August Friedrich Peters (éditeur), Briefwechsel zwischen C. F. Gauss und H. C. Schumacher, Gustav Esch, Altona 1860–1865 ; texte sur Google Book, vol. 1, vol. 1+2, vol. 2, vol. 3+4, vol. 3+4, vol. 5+6
Extraits de la correspondance, in Lobachevski, La Théorie des parallèles, Monom, 1980 ; texte sur wikisource.

### Journal
- (de) Gauss, Mathematisches Tagebuch 1796–1814 (Journal mathématique 1796-1814), avec commentaires de Hans Wussing et Olaf Neumann, Harri-Deutsch-Verlag, Frankfurt am Main, 5e édition, 2005,  (ISBN 3-8171-3402-9).
- (en) Jeremy Gray, A commentary on Gauss’s mathematical diary, 1796–1814, Expositiones Mathematicae 2, 1984, pages 97–130.
- Paul Eymard et Jean-Paul Lafon, Le Journal mathématique de Gauss : traduction française annotée, Revue d'histoire des sciences et de leurs applications, 1956 (lire en ligne), p. 21-51.

### Œuvres complètes
(de) Carl Friedrich Gauß, Werke, Königlichen Gesellschaft der Wissenschaften zu Göttingen ; texte sur internet : GDZ
- Volumes 1 à 6, Dieterich, Göttingen, 1863–1874 ; texte sur internet : Carl Friedrich Gauß: Werke, vol. 2, vol. 3, vol. 3, vol. 3, vol. 5; im Internet-Archiv: Band vol. 4, vol. 4, vol. 6) ; rééd. 1870–1880 ; vol. 1, vol. 2, vol. 2, vol. 3, vol. 3, vol. 4, vol. 5, vol. 5
- Volumes 7 à 12, B. G. Teubner, Leipzig, 1900–1917 ; Julius Springer, Berlin 1922–1933 ; texte sur internet : volume 7, volume 9, volume 10.2(1+5), volume 10.2(4)

Les volumes 10 et 11 contiennent les commentaires : Paul Bachmann (Théorie des nombres), Ludwig Schlesinger (Théorie des fonctions), Alexander Ostrowski (Algèbre), Paul Stäckel (Géometrie), Oskar Bolza (Calcul des variations), Philipp Maennchen (Gauss calculateur), Harald Geppert (Mécanique, Théorie du potentiel), Andreas Galle (Géodésie), Clemens Schaefer (Physique) und Martin Brendel (Astronomie). Éditeur : d'abord Ernst Schering, puis Felix Klein.

## Personnalité
Gauss était profondément pieux et conservateur. Il soutint la monarchie et s'opposa à Napoléon Ier qu'il vit comme un semeur de révolution.
Hormis la période où il travailla au relevé topographique du royaume de Hanovre, Gauss voyagea rarement et vécut toute sa vie à Brunswick puis à Göttingen, se sentant plus à l'aise dans les petites villes. Dès 1822, Berlin lui offrit la possibilité d'occuper un poste prestigieux et bien rémunéré, mais Hanovre s'engagea à améliorer l'équipement de son observatoire et augmenta son salaire de façon à égaler la proposition des Prussiens. Dans ces conditions, Gauss resta à Göttingen, attaché à cette tranquillité qu'il aimait tant.
Pour Gauss, le travail était toute sa vie. Il ne consacra pas à ses enfants le temps dont ils avaient besoin. Au fil des ans, certains d'entre eux conçurent même du ressentiment à son égard. Gauss entretenait des rapports cordiaux avec les aînés, Wilhelmine, qui semblait avoir hérité de son intelligence, et Joseph, avec qui il collabora à plusieurs occasions, notamment lors de l'étude géodésique du Hanovre. Ses relations avec ses deux fils cadets, qui cherchèrent à tracer leur voie loin de l'ombre imposante de leur père, étaient en revanche plus conflictuelles. Après le décès de son épouse Minna en 1831, sa plus jeune fille, Thérèse qui était encore adolescente, endossa le rôle de sa défunte mère et prit en charge les questions domestiques, allant vivre aux côtés de son père et s'occupant de lui jusqu'à sa mort.
Il n'a jamais été un écrivain prolifique, refusant de publier un travail qu'il ne considérait pas comme complet et au-dessus de toute critique. Cela concordait avec son adage personnel pauca sed matura (« parcimonieux mais au point »). Son journal montre qu'il avait fait plusieurs importantes découvertes mathématiques des années, voire des décennies, avant qu'elles ne soient publiées par ses contemporains. Le mathématicien Eric Temple Bell considère que si Gauss avait publié à temps toutes ses découvertes, il aurait fait gagner cinquante ans aux mathématiques.
Il rechignait à présenter l'intuition derrière ses très élégantes démonstrations. Il préférait qu'elles apparaissent comme sorties de nulle part et effaçait toute trace du processus de sa découverte. Il justifie ce choix dans ses Disquisitiones arithmeticae, où il affirme que toute l'analyse (c'est-à-dire les chemins qu'il emprunte pour atteindre la solution d'un problème) doit être supprimée par souci de concision et d'élégance, « de même qu'un architecte ne laisse pas l'échafaudage une fois l'édifice achevé ».

## Famille

### Ascendants
Son grand-père paternel était un paysan pauvre, venu s'établir à Brunswick où il avait un modeste emploi de jardinier. Il eut trois fils, dont Gerhard, père du mathématicien, qui fut le deuxième.
Son grand-père maternel était tailleur de grès dans une carrière. Il eut deux enfants : l'ainée Dorothea (1742-1839), la mère du mathématicien, et Friedrich, qui sera tisserand. Ses enfants gardèrent toujours de lui l'image d'un homme sensible et intelligent, à l'esprit affuté et au caractère bien trempé ; il mourut à 30 ans de la silicose.

### Parents
- Gerhard Dietrich Gauss, son père, qui opéra toutes sortes de métiers : jardinier, boucher d'abattoir, maçon, agent d'entretien des canaux d'irrigation, fontainier, trésorier d'une société d'assurances et de pompes funèbres. Il est mort le 14 avril 1808 ;
- Dorothea Benze, née en 1742, morte le 18 avril 1839 ; sa famille provenait de Velpke[16], Dorothea et son frère Friedrich vinrent à Brunswick en 1769 ; elle était femme de chambre ; c'était une personne affectueuse, délicate et raffinée, sensible, instinctive, intuitive, intelligente. Gauss affirma à plusieurs reprises que c'était de sa famille maternelle et non paternelle qu'il tenait ses facultés intellectuelles ; elle passa les vingt dernières années de sa vie dans la maison de son fils ; elle devint aveugle en 1835.

### Épouses
- Johanna Elisabeth Rosina Osthoff, née le 8 mai 1780, morte le 11 octobre 1809 ; Johanna, que Gauss épouse le 9 octobre 1805, meurt très jeune, ainsi que leur troisième fils Louis âgé de cinq mois. La fin de la décennie 1800-1810 est douloureuse pour Gauss, toutefois il ne tarde pas à se remarier[17].
- Friederica Wilhelmine Waldeck, née le 15 avril 1788, morte le 12 septembre 1831 ; Friederica, connue sous le nom « Minna », que Gauss épouse le 4 août 1810, était la meilleure amie de sa première épouse. Elle meurt en 1831 après une longue maladie[18].

### Enfants

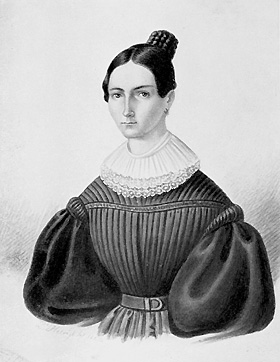
La fille de Gauss, Therese (1816-1864)

Gauss eut six enfants, trois avec Johanna et trois avec Minna.
Avec Johanna, il a :
- Joseph, né le 21 août 1806, mort le 4 juillet 1873 ;
- Wilhelmine, née le 29 février 1808, morte le 12 août 1840 ;
- Louis, né le 10 septembre 1809, mort le 1er mars 1810 ;

Avec Minna Waldeck, il a :
- Eugen, né le 29 juillet 1811, mort le 4 juillet 1896 ;
- Wilhelm, né le 23 octobre 1813, mort le 23 août 1879 ;
- Therese, née le 9 juin 1816, morte le 11 février 1864.

Wilhelmine, de tous les enfants de Gauss, était la plus douée, mais mourut jeune. Elle épousa en 1830 le théologien et linguiste Heinrich Ewald. Gauss était en désaccord avec ses fils. Il ne voulait pas que l’un d’eux suive sa trace en étudiant les mathématiques. Il voulait qu’Eugen devienne avocat, mais celui-ci voulut étudier les langues et émigra aux États-Unis en 1830, pour se retrouver finalement à Saint-Charles, dans le Missouri, où il devint un membre respecté de la communauté. Wilhelm émigra aussi aux États-Unis, en 1837, s'installa dans le Missouri, commença comme fermier, puis se lança dans la vente de chaussures à Saint-Louis et devint riche. Therese prit soin de la maison — et de son père jusqu’à la mort de celui-ci — puis elle se maria.

## Anecdotes
Le caractère exceptionnel du talent mathématique de Gauss est à l'origine de nombreuses légendes autour de son enfance. Gauss aurait étonné par sa précocité et par ses capacités. Son génie serait devenu apparent dès l’âge de trois ans quand il aurait corrigé une erreur de calcul que son père avait faite.
Plus connue est l'anecdote (certainement apocryphe) selon laquelle il aurait trouvé seul la méthode de sommation des entiers : {\displaystyle \textstyle 1+2+\dots +n={\frac {n(n+1)}{2}}.} On ne sait s'il s'agissait précisément de ce problème mais on trouve l'origine de ce mythe dans l'éloge funèbre qu'écrivit Wolfgang Sartorius : « Le jeune Gauss venait juste d'arriver dans cette classe quand Büttner donna en exercice la sommation d'une suite arithmétique. À peine avait-il donné l'énoncé que le jeune Gauss jeta son ardoise sur la table en disant en bas allemand « Ligget se » (Ça y est !). Tandis que les autres élèves continuaient à compter, multiplier et ajouter, Büttner, avec une dignité affectée, allait et venait, jetant de temps en temps un regard ironique et plein de pitié vers le plus jeune de ses élèves. Le garçon restait sagement assis, son travail terminé, aussi pleinement conscient qu'il devait toujours l'être, une fois une tâche accomplie, que le problème avait été correctement résolu et qu'il ne pouvait y avoir d'autre réponse ».

## Citations
(juin 2025).
- « Les charmes enchanteurs de cette sublime science ne se décèlent dans toute leur beauté qu'à ceux qui ont le courage de l'approfondir », Carl Friedrich Gauss, à propos des mathématiques[21].
- « La mathématique est la reine des sciences et l'arithmétique est la reine des mathématiques », Carl Friedrich Gauss.
- « Bolyai est le seul qui ait jamais su interpréter mes idées métaphysiques relatives aux mathématiques »,  Carl Friedrich Gauss, à propos de son ami Farkas Bolyai.
- « Il est comme le renard qui efface ses traces dans le sable », Niels Henrik Abel, mathématicien norvégien, à propos des méthodes de travail de Gauss.
- « Une fois que j'ai éclairci et résolu un problème, je m'en éloigne pour retourner dans l'obscurité », Carl Friedrich Gauss.
- « La vie est devant moi tel un éternel printemps paré de nouveaux atours », Carl Friedrich Gauss.
- « Sans la géométrie de Gauss, la théorie de la relativité n'existerait pas », Albert Einstein.
- « Ce n'est pas la connaissance, mais l'apprentissage, pas la possession, mais ce qui y mène, qui donne le plus grand plaisir », Carl Friedrich Gauss[22].

## Reconnaissance

### Prix
- Prix Lalande, Académie des sciences, France, 1810. Ce prix était assorti d'une bourse que Gauss refuse pour protester contre la tutelle que Napoléon 1er exerce sur son pays. Il accepte en revanche l'horloge astronomique que la mathématicienne Sophie Germain a choisie pour lui.
- Médaille Copley, Société royale de Londres, 1838[23].

### Fictions
- Daniel Kehlmann, Les Arpenteurs du monde, trad. Juliette Aubert, Actes Sud, 2007, 299 p. Biographie romancée et croisée de Carl Friedrich Gauss et Alexander von Humboldt.

### Portraits, statues
- Son portrait figure sur le billet allemand de 10 deutschemarks à partir de 1989.
- Un buste de Gauss, dont l'auteur est le sculpteur Georg Arfmann (de), est exposé au temple Walhalla depuis le 12 septembre 2007.